# Stingător cu apă pulverizată
Stingătorul cu apa pulverizată (A.P.) este un tip de stingător de incendiu. Marcarea unui asemenea tip de stingător se face cu o etichetă cu fond albastru și simbol (AP).

## Proprietăți
Caracteristici tehnice:
- capacitatea recipientului:12 1itri;
- lungimea jetului pulverizat: 4-6 m;
- temperatura de funcționare: + 4 - 40 ºC;
- suprafața maximă de stingere: circa 0,8 m²

Tipuri: AP6, AP9. AP10, AP12

## Utilizare
Acest tip de extinctor este utilizat în special pentru stingerea începutului de incendiu din clasa A (materiale combustibile solide, mase plastice). Este folosit limitat la unele dintre incendiile de clasa B (lichide combustibile precum motorina grea, uleiuri, vopsele, unsori). Se folosește  cu precădere în spațiile cu pericol redus de incendiu (locuințe, birouri, școli, magazine).
Mod de folosire
Apa este pulverizata sub forma de ceață, iar presiunea ridicata permite stingerea incendiilor de la o distanță sigură. Pentru punerea în funcțiune a stingătorului se procedează astfel:
- se așează pe sol în apropierea locului de intervenție și se scoate siguranța;
- cu o mâna se prinde furtunul de refulare și se îndreaptă spre focar iar cu cealaltă mană se lovește butonul percutor. Odată pus în funcțiune, stingătorul lucrează pana la golirea completa.

Stingătoarele cu apă nu se folosesc la stingeresa instalațiilor electrice, deoarece există riscul electrocutării.